# Archidiocèse de Toluca
L'archidiocèse de Toluca (en latin : Archidioecesis Tolucensis ; en espagnol : Arquidiócesis de Toluca) est un archidiocèse métropolitain de l'Église catholique du Mexique.

## Territoire

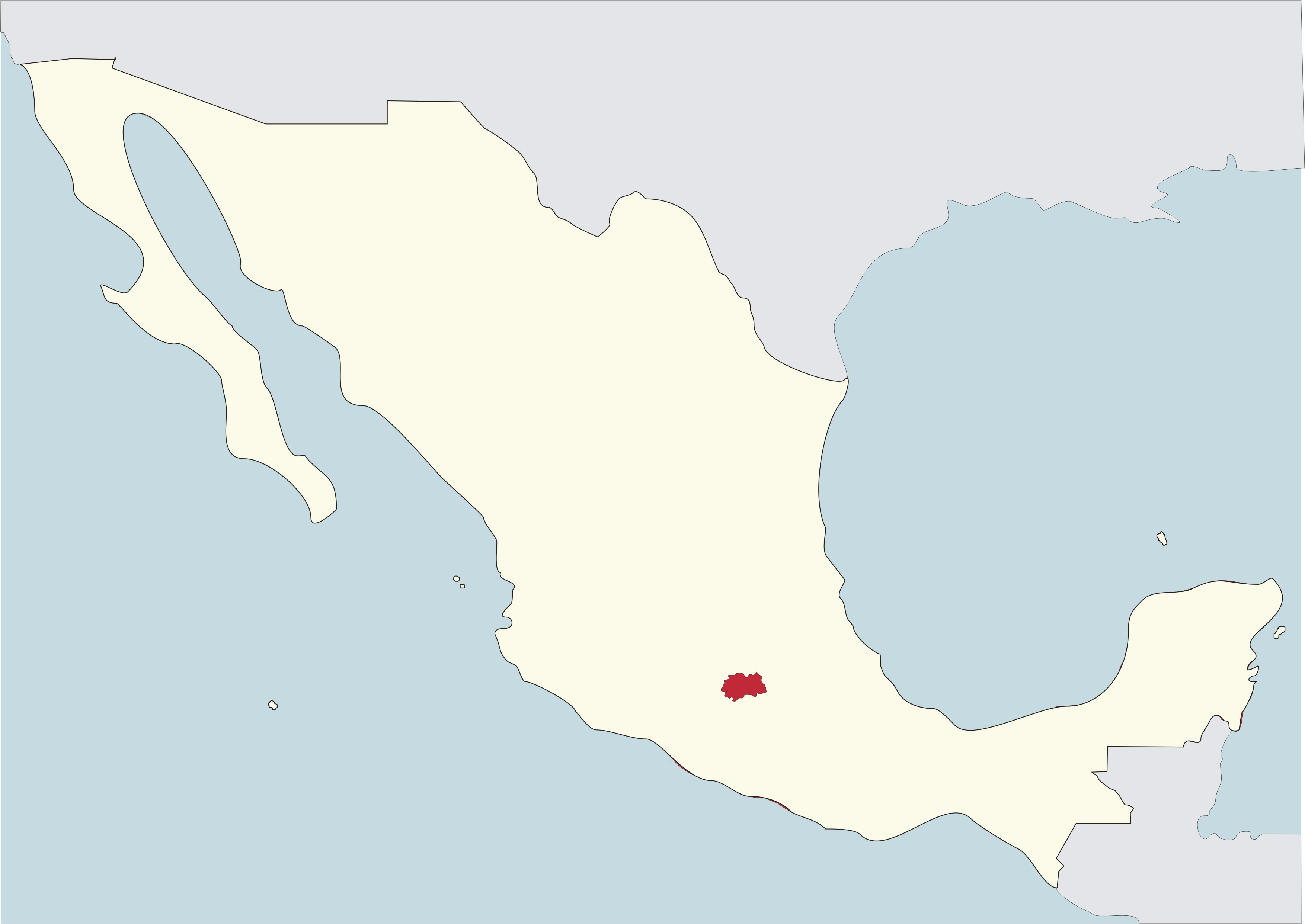
L'archidiocèse de Toluca en rouge sur la carte du Mexique

Il comprend les municipalités d'Almoloya de Juárez, Almoloya del Río, Amanalco, Atizapán, Calimaya, Capulhuac, Chapultepec, Donato Guerra, Ixtapan del Oro, Lerma, Metepec, San Mateo Mexicaltzingo, Ocoyoacac, Otzolotepec, Rayón, San Antonio la Isla, San Mateo Atenco, San Simón de Guerrero, Santo Tomás, Temascaltepec, Temoaya, Tenango del Valle, Texcaltitlán, Texcalyacac, Tianguistenco, Toluca, Valle de Bravo, Villa de Allende, Villa Victoria, Xalatlaco, Xonacatlán, Zacazonapan et Zinacantepec de l'État de Mexico.
Il possède un territoire d'une superficie de 4 815 km2 divisé en 152 paroisses. Le siège archiépiscopal est dans la ville de Toluca où se trouve la cathédrale Saint-Joseph.

## Historique
Le diocèse de Toluca est érigé le 4 juin 1950 par la constitution apostolique Si tam amplo du pape Pie XII en prenant une partie de l'archidiocèse de Mexico dont Toluca devient suffragant.
Par la lettre apostolique Salubri ducti du 28 septembre 1960, le pape Jean XXIII reconnaît saint Joseph et l'archange saint Michel comme patrons principaux du diocèse
et les saints François d'Assise, Jean-Marie Vianney et Isidore le Laboureur comme patrons secondaires.
Aux XXe et XXIe siècles, il cède à plusieurs reprises du territoire pour l'érection de nouveaux diocèses : le 27 octobre 1964 pour le diocèse de Ciudad Altamirano, le 3 novembre 1984 pour le diocèse d'Atlacomulcoet le 26 novembre 2009 pour le diocèse de Tenancingo.
Le 28 septembre 2019, le diocèse est érigé en archidiocèse métropolitain par la constitution apostolique Praeceptis dominicis du pape François avec pour suffragants les diocèses d'Atlacomulco, Tenancingo et Cuernavaca.

## Évêques et archevêques
évêques
- Arturo Vélez Martínez (8 février 1951 - 21 septembre 1979)
- Alfredo Torres Romero (26 juillet 1980 - 15 octobre 1995)
- Francisco Robles Ortega (15 juin 1996 - 25 janvier 2003), nommé archevêque de Monterrey
- Francisco Javier Chavolla Ramos (27 décembre 2003 - 28 septembre 2019)

archevêques
- Francisco Javier Chavolla Ramos (28 septembre 2019 - 19 mars 2022)
- Raúl Gómez González, depuis le 19 mars 2022